# 弗農林蔭路-傑克森大道車站
弗农林蔭路-傑克遜大道車站（英語：Vernon Boulevard–Jackson Avenue station），常簡略顯示為「弗农-傑克遜車站」（英語：Vernon–Jackson station），舊名「弗农-傑克遜大道車站」（英語：Vernon–Jackson Avenues station）是美國紐約地鐵IRT法拉盛線在皇后區最西端的地鐵站。雖然站名如此，但車站實際上位於弗农林蔭路和傑克遜大道間的一段50大道，兩條道路都設有車站入口。此站設有7號線（任何時候停站）列車服務，而繁忙時段的尖峰方向還有開行<7>列車。

## 車站結構
| Ground | 街道層   | 出入口                   |
| 月台層 | 側式月台 | 側式月台                 |
| 月台層 | 南行     | ← 往34街-哈德遜調車場 () |
| 月台層 | 北行     | → 往法拉盛-緬街 () →     |
| 月台層 | 側式月台 |                          |

此站在1915年6月22日作為經斯泰恩威隧道前往曼哈頓接駁線的總站啟用，直至路線於1916年2月5日延長至亨特斯角大道。
1955－1956年，此站月台延長以容許11節列車。
此地下車站設有兩個側式月台和兩條軌道。一堵黑色的牆壁在車站大部分都阻隔了兩條軌道。

## 外部連結
- nycsubway.org—IRT Flushing Line: Vernon–Jackson Avenues
- Station Reporter — 7 Train
- The Subway Nut — Vernon Boulevard–Jackson Avenue Pictures （页面存档备份，存于）
- Vernon Boulevard entrance from Google Maps Street View （页面存档备份，存于）
- Jackson Avenue entrance from Google Maps Street View （页面存档备份，存于）
- Southbound platform from Google Maps Street View
- Northbound platform from Google Maps Street View